# Економско-географски положај
Економско-географски положај је положај неког места на Земљиној површини у односу на елементе друштвене производње или центре економског развоја.